# Quattsiluni
Quattsiluni er en eksperimentalfilm instrueret af Torben Skjødt Jensen efter manuskript af Anette Abildgaard og Torben Skjødt Jensen.

## Handling
Ånderne påkaldes i mørke. Sjælen fødes ved, at alle anstrenger sig for at tænke smukke tanker. De bliver til i menneskets sind og stiger op som bobler fra dybet - bobler, der søger luft for at briste. En dansevideo.